# Joel Portella Amado
Joel Portella Amado (ur. 2 października 1954 w Rio de Janeiro) – brazylijski duchowny katolicki, biskup pomocniczy Rio de Janeiro w latach 2017-2024, biskup diecezjalny Petrópolis od 2024.

## Życiorys
Święcenia kapłańskie przyjął 28 czerwca 1997 i został inkardynowany do archidiecezji Rio de Janeiro. Był m.in. wykładowcą na wyższych uczelniach katolickich w Rio de Janeiro, koordynatorem duszpasterstwa w archidiecezji, sekretarzem wykonawczym komitetu organizacyjnego Światowych Dni Młodzieży w 2013 oraz wikariuszem generalnym archidiecezji.
7 grudnia 2016 papież Franciszek mianował go biskupem pomocniczym archidiecezji Rio de Janeiro oraz biskupem tytularnym Carmeiano. Sakry biskupiej udzielił mu 28 stycznia 2017 kard. Orani João Tempesta.
31 stycznia 2024 papież Franciszek mianował go biskupem diecezjalnym Petrópolis. 